# 江澂
江澂（1440年—？），字景吴，江西建昌府南城縣人，民籍，明朝政治人物。

## 生平
成化七年（1471年）辛卯科江西鄉試第九十四名舉人。成化十七年（1481年）中式辛丑科會試第七十二名，三甲第十八名進士。歴知黟、建平、宁海三县。升松江府同知，改淮安，弘治十四年（1501年）二月擢四川佥事，清理屯田盐法，公私皆便。三年乞致仕。

## 家族
曾祖江永泰；祖父江顯，知縣；父江從善，母周氏；繼母路氏。具庆下。